# 時之鐘 (川越市)
時之鐘（日语：／ Toki no Kane */?）位於日本埼玉縣川越市幸町，為藏造街中的一座鐘樓（時計台），已被川越市指定為有形文化財。與藏造街一同為川越最具代表性的觀光景點之一，當地也有人稱之為鐘撞堂（かねつきどう）。鐘樓本體為三層之塔狀建築結構，高約16公尺。過去有守鐘人於固定時間點敲鐘為全川越城報時，現在則改用機械裝置敲鐘。一天敲鐘四次，時間分別為上午6時、正午12時、下午3時以及下午6時。從底部穿過塔樓即為藥師神社（原瑞光山醫王院常蓮寺），相傳求取治癒病症相當靈驗，尤其是在眼疾方面。

## 歷史
於江戶時代寛永年間由川越藩藩主酒井忠勝始建，數度遭大火摧毀。根據《武藏三芳野名勝圖會》（武蔵三芳野名勝図会）記載，1654年（承應2年）正月，川越藩主松平信綱 命椎名兵庫鑄造一口新鐘。1704年（寶永元年），原支配甲斐國都留郡谷村藩（現山梨縣都留市谷村）的秋元氏轉封至川越藩，谷村城下鑄造於1694年（元祿7年）7月的鐘就順勢搬到了川越。
現在的鐘樓為第四代，第三代已於1893年（明治26年）的川越大火後燒毀，翌年由關根松五郎設計重建的第四代鐘樓則留存至現今。重建的資金主要來自於創立川越商業銀行的川越商人竹谷兼吉與政治家高田早苗蒐集的捐款、澀澤榮一的資金援助以及明治天皇的下勅金，此外非川越本地的實業家原善三郎 茂木惣兵衛也有捐款。現今的鐘樓於1958年（昭和33年）3月6日被川越市指定為有形文化財，並於1996年（平成8年）入選日本音風景百選。
2015年（平成27年）的耐震評估指出，在地震中時之鐘可能存在倒塌的風險，故於同年至2017年（平成29年）間進行耐震補強工程，這次工程是自1960年（昭和35年）以來再一次大型整修，總花費約一億日圓。工程主要在建築地底灌入約六十噸的水泥，並翻新其外觀。2015年9月築起圍欄，2016年4月鷹架覆蓋建築物主體，同年10月拆除鷹架，12月圍欄移除，2017年1月9日完工並舉辦紀念儀式。

## 畫廊

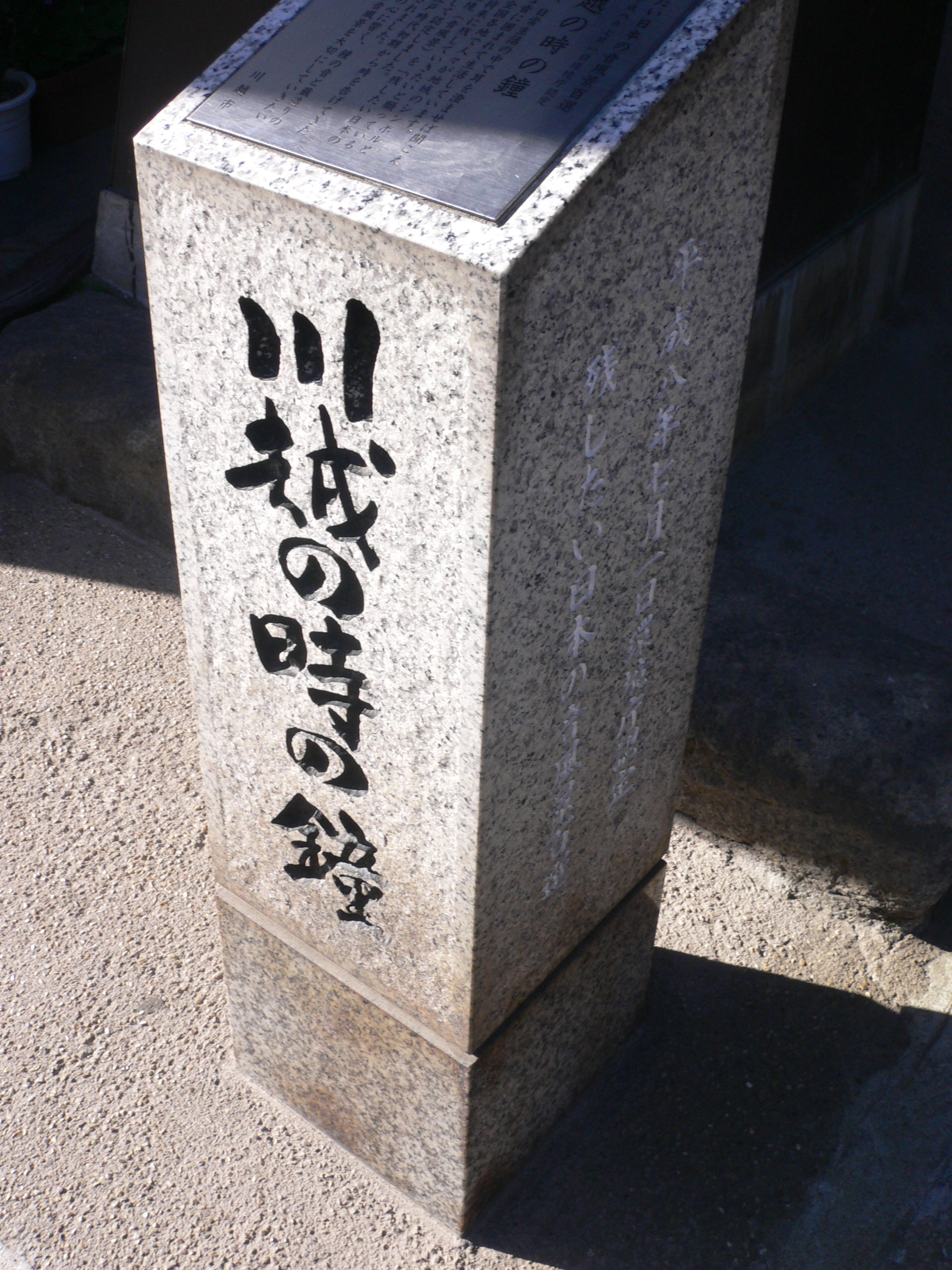
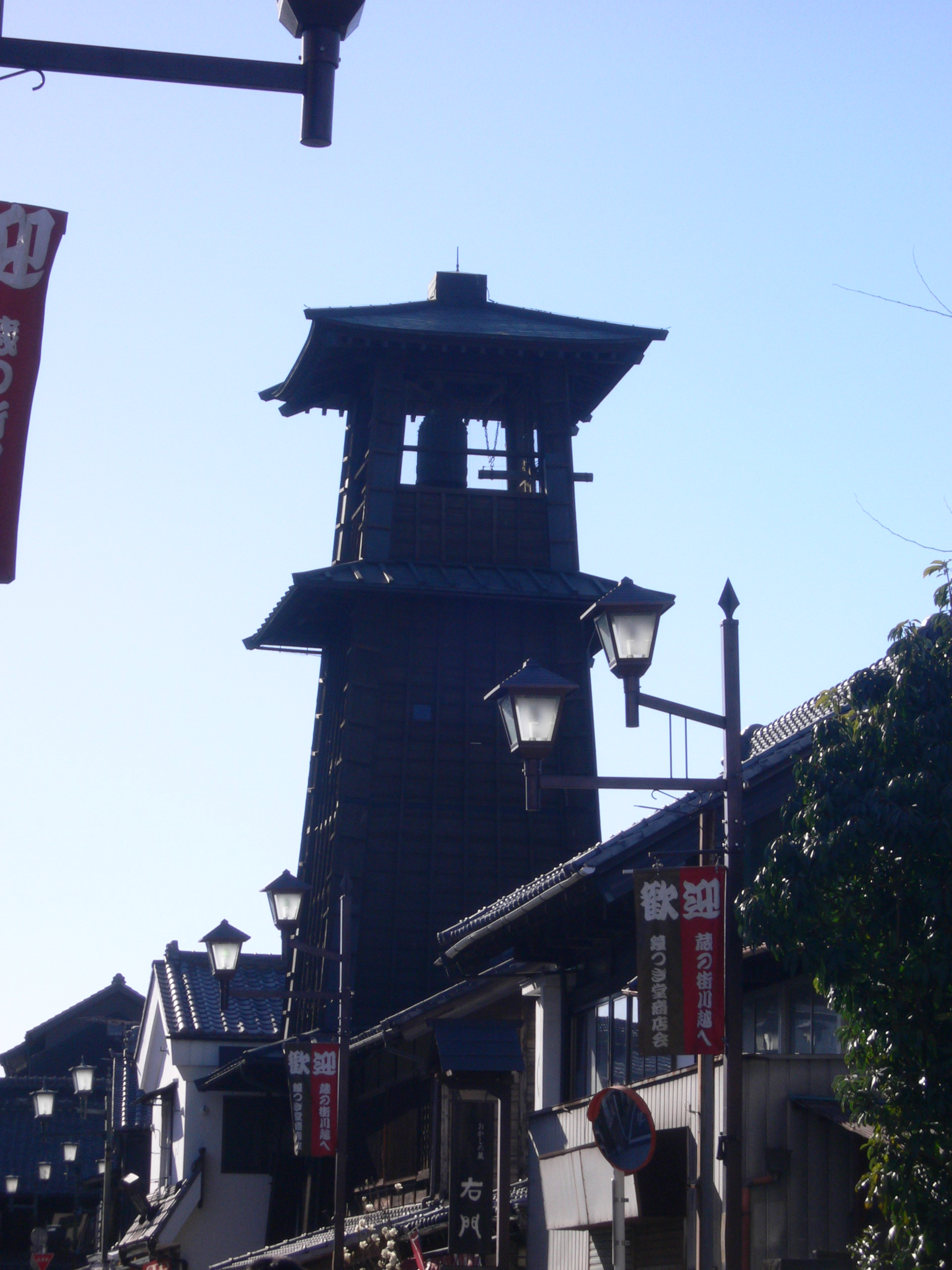
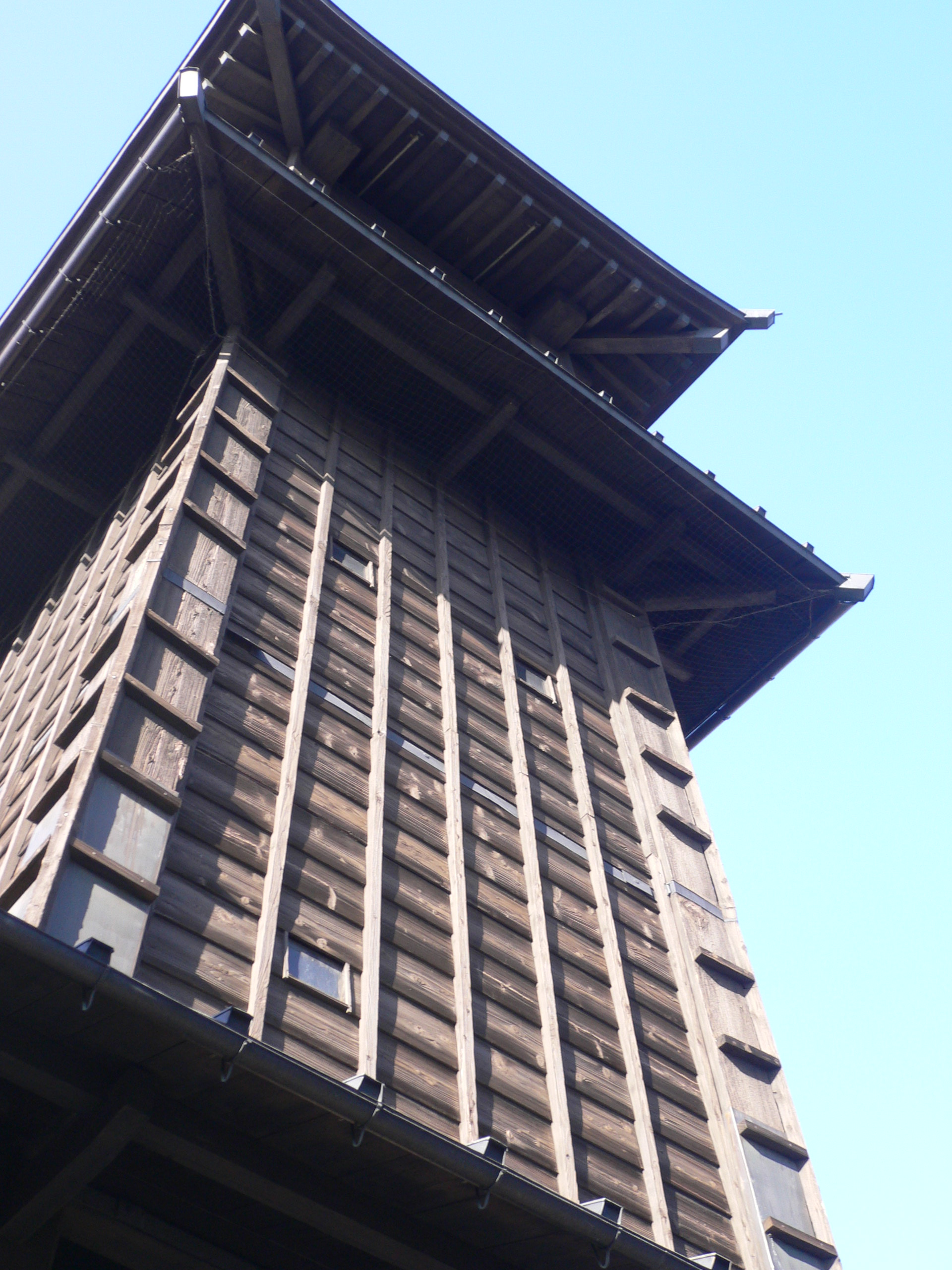
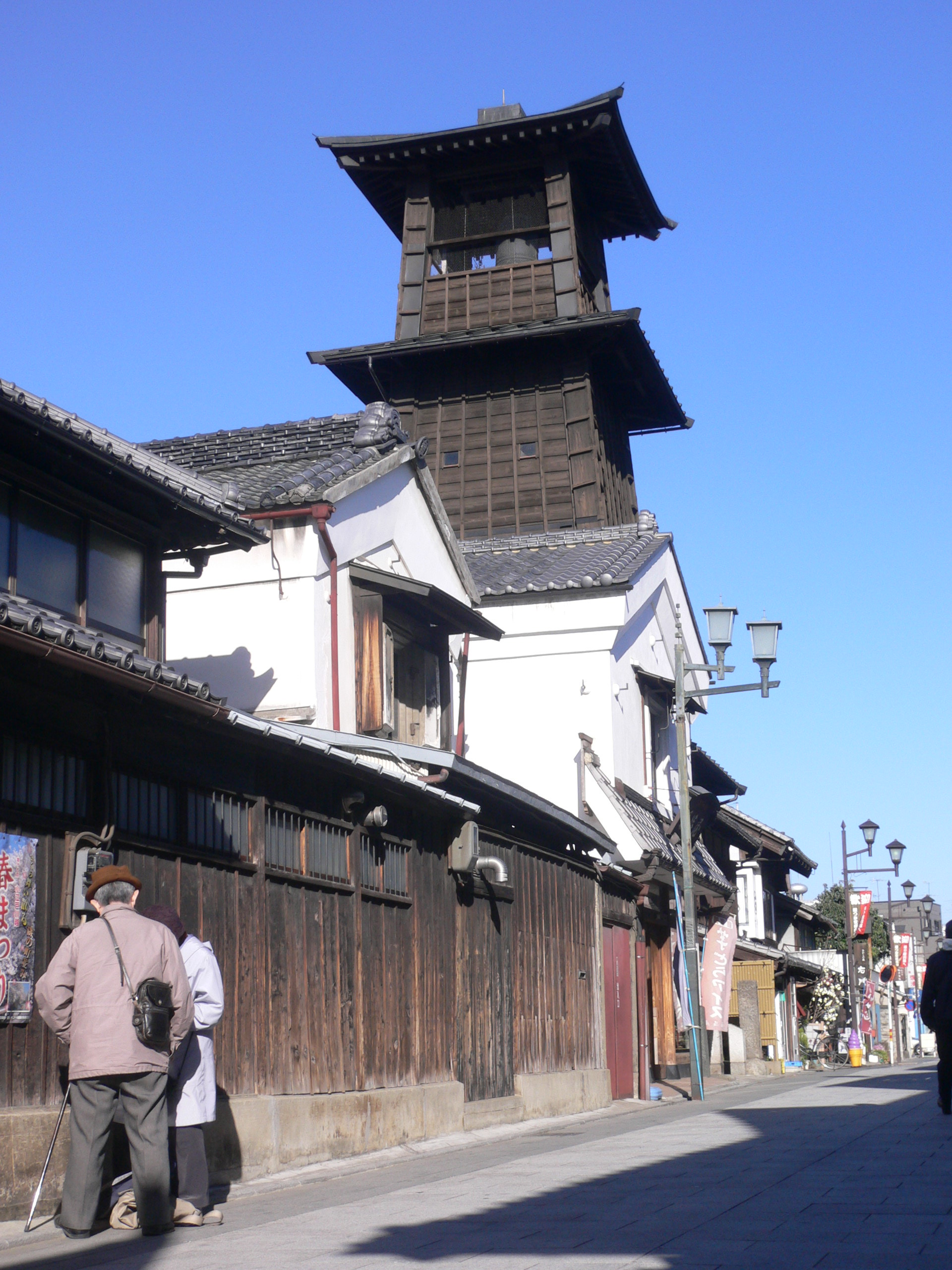
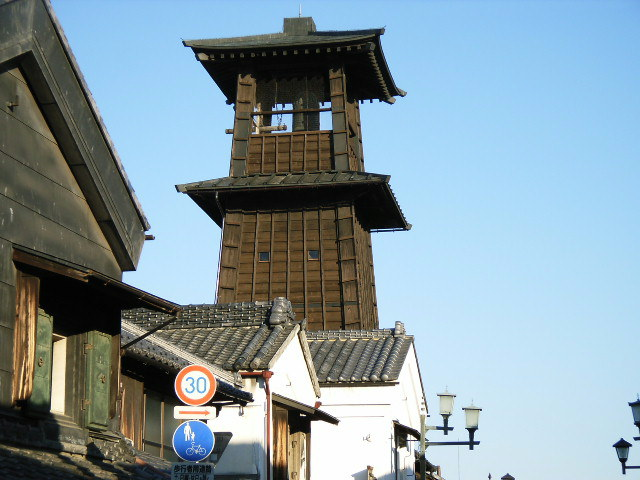
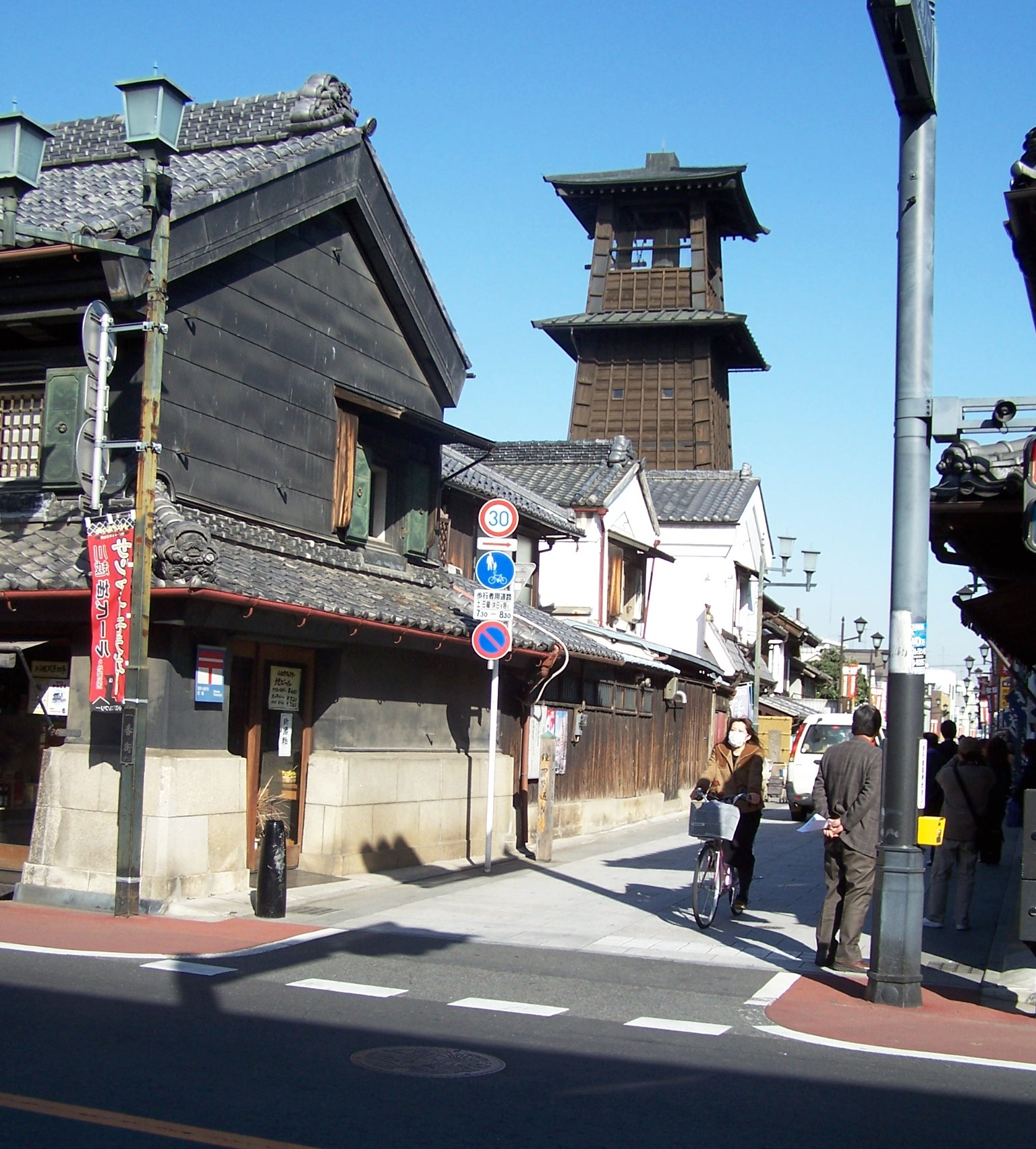

## 外部連結
- 川越市官網/時之鐘 （页面存档备份，存于） （日語）
- 小江戸川越觀光協會/時之鐘 （页面存档备份，存于） （日語）
- 小江戸川越觀光協會/時之鐘 （页面存档备份，存于） （繁體中文）